# Pedro Garmendia
Pedro Ignacio de Garmendia Alurralde (San Miguel de Tucumán, 31 de julio de 1794-íd. 23 de enero de 1865) fue un comerciante y político argentino, gobernador de la provincia de Tucumán en 1840.

## Biografía
Hijo de la tucumana María Elena Alurralde Villagra y del vasco José Ignacio de Garmendia y Aguirre, natural de Gaínza, Guipúzcoa, se casó con Isabel Pondal Posse. 
Fue un comerciante acaudalado, en 1819 Rexidor Llano en el Cabildo de San Miguel de Tucumán,  en 1840 miembro de la Sala de Representantes que se pronunció contra Rosas, y ministro del gobernador Piedrabuena. El 1º de diciembre de 1840, ante la renuncia de Bernabé Piedrabuena, la sala de representantes lo eligió gobernador de Tucumán.
Su gestión fue breve, debiendo renunciar por las difíciles circunstancias el 10 de enero del año siguiente. Fue su ministro general Marco Avellaneda. Lo reemplazó el general Gregorio Aráoz de Lamadrid.
Luego de la derrota de la Liga del Norte en las batallas de Famaillá y Rodeo del Medio en 1841, debió exilarse en Chile.
La ciudad Gobernador Garmendia , al este de Burruyacú, lleva su nombre.